# Marta Majowska
Marta Majowska-Szyndler (ur. 17 lipca 1911 w Chorzowie, zm. 17 lutego 2001 w Katowicach) – polska gimnastyczka, olimpijka z Berlina 1936.
Czołowa przedwojenna gimnastyczka sportowa. Była mistrzynią Polski w wieloboju gimnastycznym (1936) oraz w ćwiczeniach na poręczach (1936,1937). W roku 1937 była wicemistrzynią Polski w wieloboju gimnastycznym. W roku 1938 zdobyła brązowy medal w mistrzostwach świata w wieloboju drużynowym.

Na igrzyskach olimpijskich w 1936 r. zajęła 6. miejsce w drużynowym wieloboju gimnastycznym.

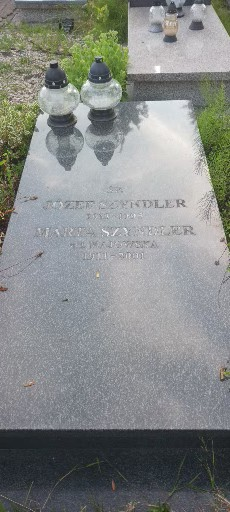
Grób Marty Majowskiej-Szyndler na cmentarzu Apostołów Piotra i Pawła przy ul. Sienkiewicza w Katowicach